# Anton Pieck
Anton Franciscus Pieck (Den Helder, 19 aprile 1895 – 24 novembre 1987) è stato un artista olandese, noto per le sue opere (dipinti, illustrazioni, grafiche e quant'altro) a soggetto nostalgico e fiabesco, diventate molto popolari, che apparsero regolarmente stampate anche su cartoline e calendari, ma è famoso soprattutto per essere stato il primo progettista del parco a tema Efteling.

## Biografia

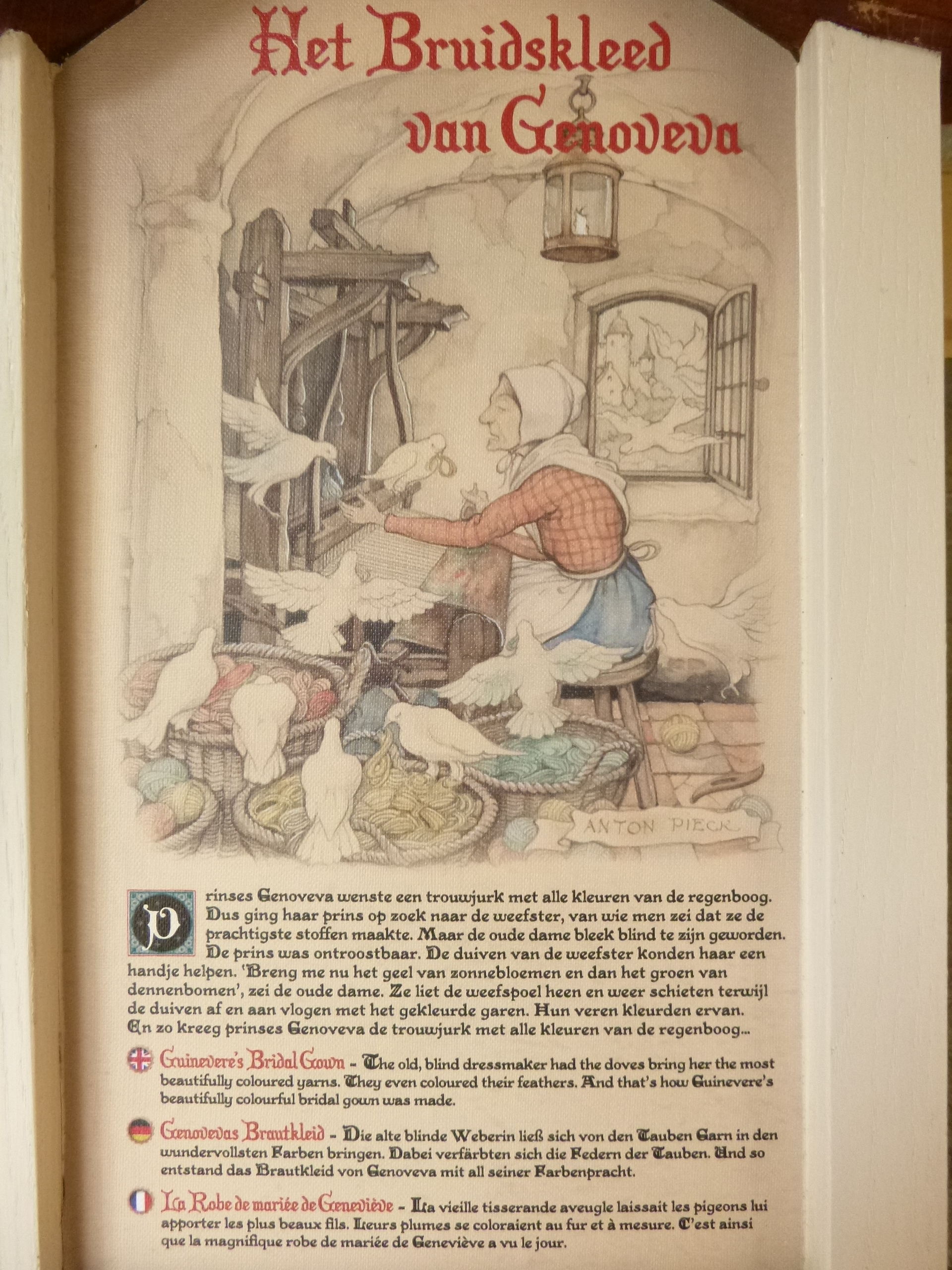
La descrizione della fiaba L’abito nuziale di Ginevra, ad Efteling.

Anton Franciscus Pieck nacque da Petronella Neijfs ed Henri Christiaan Pieck, ed è fratello gemello del collega Henri Christiaan Pieck. Pieck sposò Jo van Poelvoorde nel 1922. La coppia ebbe tre figli, Elsa, Anneke e Max.
Tra il 1912 e il 1920 Pieck insegnò arte presso l'Istituto Bik en Vaandrager dell'Aia. Dopodiché prese lo stesso ruolo al Kennemer Lyceum di Overveen, dove lavorò fino al 1960. Dagli anni '20 realizzò illustrazioni per diversi libri ed iniziative editoriali, e furono pubblicate anche sulla rivista Zonneschijn, dedicata all'infanzia. Alcuni di questi progetti furono elaborati in formato di fumetto testuale. Le sue opere più famose furono le rappresentazioni disegnate de Le fiabe del focolare dei fratelli Grimm e delle Mille e una notte. Pieck fu inoltre un pittore di sentimentali scene cittadine del XIX secolo, prevalentemente ambientate in inverno, che sono ancora oggi popolari come immagini su biglietti di auguri e calendari.
Dal 1952 al '74, Pieck fu responsabile della progettazione di quasi tutto per il parco delle favole Efteling, situato a Kaatsheuvel, ad oggi uno dei maggiori parchi d'intrattenimento in Europa. Il suo lavoro per l'Efteling fu influente per il mantenimento del parco, poiché quasi tutti i designer successivi han continuato a seguire, nei loro progetti, le medesime caratteristiche professionali dell'artista (come gli stessi materiali, colori e forme).
Nel 1984 è stato aperto nella città di Hattem il Museo Anton Pieck, situato lungo la via di Achterstraat. Il museo si chiama Huis voor Anton Pieck ("Casa per Anton Pieck"), ed espone vari lavori di Pieck.

## Nella cultura popolare

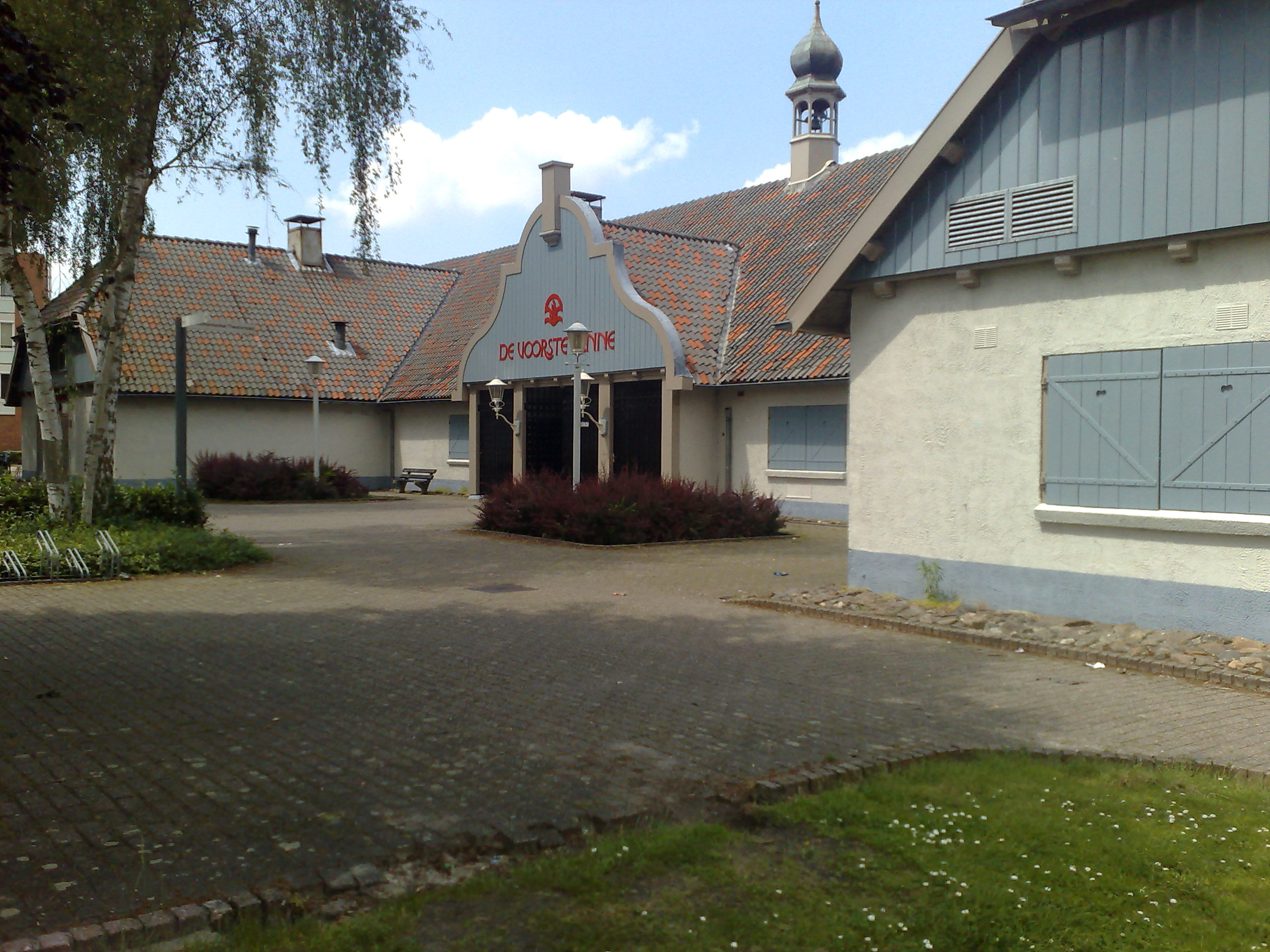
Parte dell'ex museo Autotron a Drunen (poi spostato a Rosmalen), con i colori tipici di Anton Pieck.

- Nel fumetto belga di Le avventure di Bob e Bobette, i protagonisti visitano il parco "De Efteling" tre volte, nei racconti della "Serie rossa" (The Red Series): De Efteling-elfjes; in Fata Morgana; e in De belhamel-bende. In quest'ultimo albo, Pieck ha un cameo quando il personaggio di Lambik viene richiamato da qualcuno che sa dove si trova la tutrice Tante Sidonia.
- Il poeta e cantante olandese Drs. P ha scritto una canzone, Winterdorp, come omaggio allo stile artistico-confortevole di Pieck.[1]
- In un sondaggio del 2004 riguardante la classificazione di personalità De Grootste Nederlander (cioè "Il più grande olandese"), il pubblico ha collocato Pieck all'81º posto.[1]
- Pieck ha illustrato l'adattamento olandese del romanzo Il viaggio meraviglioso di Nils Holgersson.[1]
- A Kaatsheuvel una "LOM" (cioè una scuola per la formazione di persone con disabilità) è stata intitolata ad Anton Pieck.
- Nel 1972 Piek progettò anche un museo per le auto d'epoca ("Autotron") a Drunen. Dopo che la collezione del museo fu trasferita a Rosmalen, l'edificio resto comunque utilizzabile e trasformato in un centro culturale che ospita diverse attività, tra cui un teatro, dei ristoranti, una scuola di musica e una clubhouse per anziani. Il nome dell'edificio fu cambiato in "De Voorste Venne".[1]